# 아름다운 나의 신부
《아름다운 나의신부》는 2015년 6월 20일부터 2015년 8월 9일까지 OCN에서 방영된 드라마이다.

## 줄거리
세상에 오직 하나뿐인, 사랑하는 신부를 되찾기 위해 자신을 극한까지 몰아붙이는 한 남자의 처절한 순애보를 그린 이야기.

## 등장 인물

### 주요 인물
- 김무열 : 김도형 역 - 본작의 남주인공. 제1금융 신국은행 기업금융부 과장
- 이시영 : 차윤미 역 - 본작의 여주인공. 실종전담반 팀장
- 고성희 : 윤주영 / 윤주희 역 - 본작의 서브 여주인공. 도형의 첫사랑이자 약혼녀
- 류승수 : 서진기 / 이기수 역 - 본작의 메인 빌런이자 최종 보스. 세려건설 대표, 그림자 조직의 보스
- 박해준 : 박형식 역 - 본작의 서브 남주인공. 강남경찰서 경위, 강력2팀 팀장

### 주변 인물
- 손종학 : 강 회장 역 - 본작의 만악의 근원. 사채시장의 전설적인 인물
- 이재용 : 송학수 역 - 과거 그림자 조직의 보스
- 이승연 : 이진숙 역 - 전직 룸살롱 사장, 현 음식점 사장
- 김보연 : 문인숙 역 - 김도형의 어머니, 대형 로펌 송앤문 공동대표
- 조한철 : 박태규 / 박준범 역 - 세려건설 경영관리팀 부장, 사채업자
- 김성훈 : 심한주 역 - 김도형의 대학 동기이자 직장동료
- 박현우 : 김명환 역 - 실종전담반 형사
- 이선아 : 오정연 역 - 실종전담반 형사
- 박인배 : 장갑 (조수남) 역 - 서진기의 오른팔이자 킬러
- 윤진호 : 이장호 역 - 송학수의 오른팔
- 이엘 : 손혜정 역 - 서진기의 심복
- 심민 : 강정화 역 - 호스티스 시절 윤주영의 단짝 친구
- 최병모 : 김 비서 역 - 강 회장의 오른팔

### 그 외 인물
- 박광재 : 박태규의 덩치 부하 역
- 금보 : 박태규의 덩치 금보 역
- 박수영 : 조충선 역
- 김민상 : 신국은행 지점장 최만호 역
- 송이우 : 윤민수 부인 역
- 이규복 : 윤민수(윤주영 오빠) 역
- 진모 : 장갑의 수행비서 역
- 장격수 : 장갑의 부하 역
- 김효현 : 장갑의 부하 역
- 미석
- 주아성
- 이무생
- 조련
- 하수호
- 윤성원
- 정종현
- 호효훈
- 공유석
- 황웅선
- 장유빈 : 조하은 역
- 이아린
- 이두석
- 임욱진
- 김선우
- 김대운
- 이태겸
- 정태야
- 유승일
- 전재형
- 손광업 : 마성진 (마빡) 역
- 금광산 : 마성진 (마빡) 부하 역
- 신현수
- 한호용
- 강상원 : 한 형사 역
- 신범식

### 특별출연
- 김예령 : 윤주영 어머니 역
- 유연지 : 김도형 맞선녀 역
- 브라이언 : 람보르기니 된장남 역

## 시청률
최저 시청률과 최고 시청률은 시청률 조사회사와 지역별로 시청률에 차이가 있을 수 있습니다.
| 2015년      | 2015년      | 2015년     | 2015년      |
| 회차        | 방송일      | AGB 시청률 | TNmS 시청률 |
| ----------- | ----------- | ---------- | ----------- |
| 1화         | 6월 20일    | 0.690%     | 0.8%        |
| 2화         | 6월 21일    | 0.723%     | 1.1%        |
| 3화         | 6월 27일    | 0.635%     | 0.9%        |
| 4화         | 6월 28일    | 1.008%     | 1.3%        |
| 5화         | 7월 4일     | 0.901%     | 1.4%        |
| 6화         | 7월 5일     | 0.686%     | 1.3%        |
| 7화         | 7월 11일    | 0.778%     | 1.3%        |
| 8화         | 7월 12일    | 0.879%     | 1.3%        |
| 9화         | 7월 18일    | 0.690%     | 1.2%        |
| 10화        | 7월 19일    | 1.112%     | 1.4%        |
| 11화        | 7월 25일    | 0.870%     | 1.1%        |
| 12화        | 7월 26일    | 1.146%     | 1.6%        |
| 13화        | 8월 1일     | 1.009%     | 1.4%        |
| 14화        | 8월 2일     | 1.028%     | 1.1%        |
| 15화        | 8월 8일     | 1.094%     | 1.3%        |
| 16화        | 8월 9일     | 1.287%     | 1.9%        |
| 평균 시청률 | 평균 시청률 | 0.910%     | 1.3%        |

## 참고 사항
- 김무열, 이무생과 이선아는 SBS 일일드라마 《아내가 돌아왔다》 이후로 7개월만에 재회하는 작품이다.